# 松平乗全
松平 乗全（まつだいら のりやす）は、江戸時代後期の大名・老中。三河国西尾藩4代藩主。大給松平家宗家14代。官位は従四位下・侍従、和泉守。

## 略歴

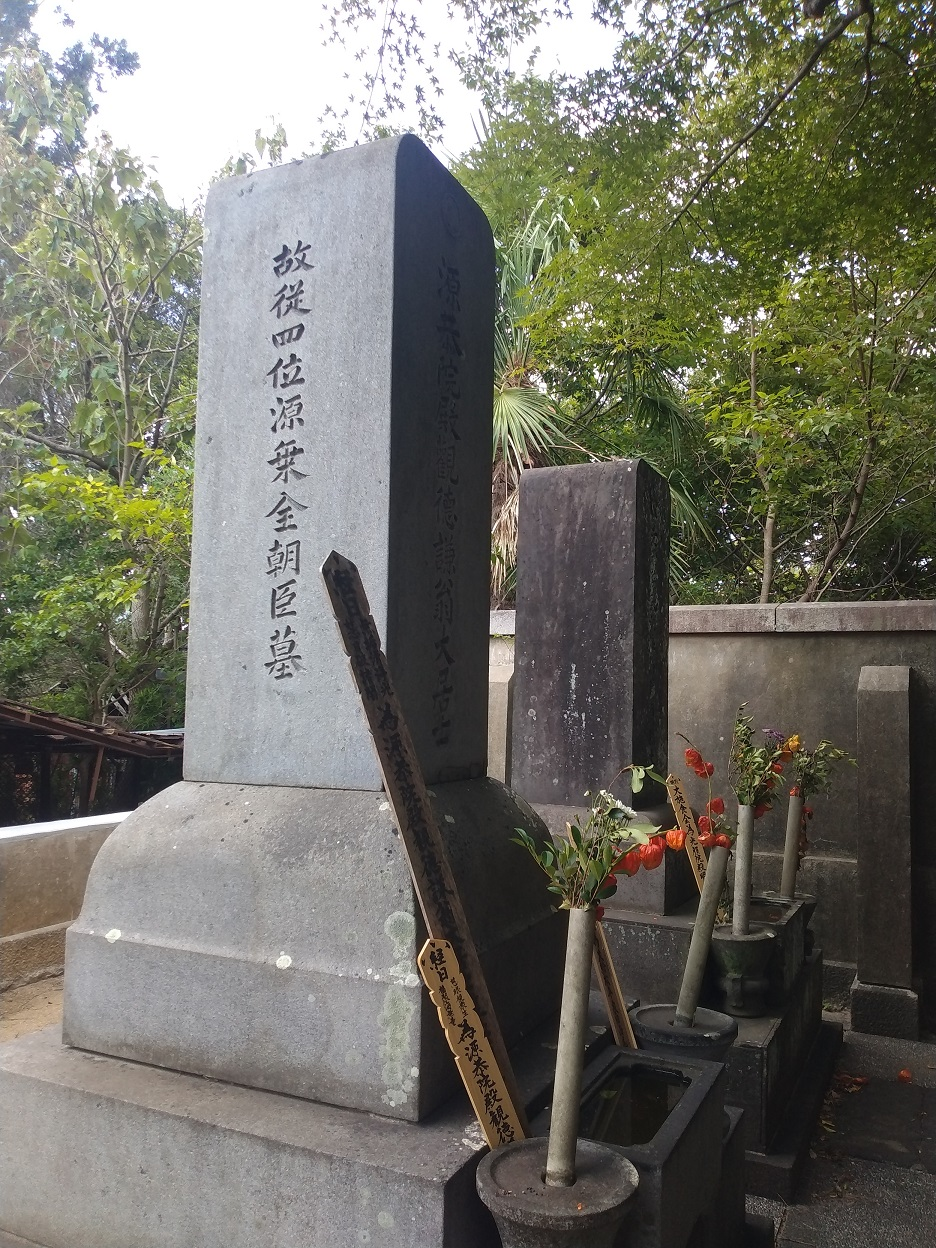
松平乗全夫妻の廟所(西尾市盛巌寺)

3代藩主・松平乗寛の長男として誕生。母は阿部正倫の娘。弟に越後長岡藩に養子入りし、老中を務めた牧野忠恭がいる。同じく老中の阿部正弘は母方の従弟で、老中で日本赤十字社創設者の一人でもある松平乗謨（後の大給恒）は外孫にあたる。
幕府では寺社奉行、大坂城代を経て老中を務めた。同列の松平忠優（後の忠固）と歩調を合わせ、対外問題では開国・和親を、将軍継嗣問題では南紀派に与して紀州藩の徳川慶福（後の家茂）を推し、海防参与の水戸藩主徳川斉昭と対立したため、安政2年（1855年）、斉昭に譲歩した阿部正弘の命令で忠優と共に老中を免職され、閣外に放逐された。
しかしその後、正弘死後に幕政の実権を握った老中首座堀田正睦により、名誉回復の意味をこめて、帝鑑間席より溜詰格に栄転している。また、安政5年（1858年）には大老井伊直弼の推挙により老中に再任している。しかし直弼の暗殺（桜田門外の変）後は閣内での影が薄くなり、万延元年（1860年）に辞任、文久2年（1862年）に1万石減封の上で隠居を命じられ、末弟の乗秩が養子として家督を継いだ。幕府滅亡を経て乗秩の死後、末子の乗承が大給松平家の家督を相続している。
明治3年（1870年）に死去、享年76。墓所は愛知県西尾市の盛巌寺。

## 立山曼荼羅
富山県立の立山博物館には何種類かの立山曼荼羅が展示されているがそのうちの1つ立山曼荼羅『宝泉坊本』は松平乗全が老中職を勤めるかたわら、安政5年（1858）に、既存の立山曼荼羅を見て立山曼荼羅を描き上げた。その表装には、松平乗全が以前徳川家茂（江戸幕府第14代将軍）から拝領した衣類を、事前に徳川慶喜（江戸幕府第15代将軍）の許可を得たうえで使用した。そして江戸城内で諸大名やその奥方等に披露した。その後師檀関係（寺僧と檀家の関係）を結ぶ宝泉坊に寄進されたものである。
画中に「源乗全書」の墨書銘と落款が見られ、また裏書きにも「立山縁起四幅自模写 以寄附 越州立山寳泉坊・西尾拾遺源乗全 安政五年戊午十二月」と記載されている。

## 年表
- 寛政6年（1794年）：生誕
- 天保10年（1839年）：西尾藩襲封
- 天保14年（1843年）：寺社奉行
- 天保15年（1844年）：大坂城代
- 弘化2年（1845年）：老中
- 安政2年（1855年）：老中を免職させられる
- 安政4年（1857年）：帝鑑間席より溜詰格に栄転する
- 安政5年（1858年）：老中再任
- 安政6年（1859年）：間部詮勝免職に伴い老中首座を担当
- 万延元年（1860年）：老中辞任
- 文久2年（1862年）：1万石減封のうえ、隠居を命じられる
- 明治3年（1870年）：死去。享年76

## 系譜
父母
- 松平乗寛（父）
- 阿部正倫の娘（母）

正室
- 松平忠宝の娘

子女
- 松平乗昭（長男）
- 松平乗梏（次男）
- 松平乗氏（三男）
- 松平乗懿（四男）
- 松平乗承（五男）
- 松平宗秀正室
- 松平乗利正室
- 松平親良正室
- 松平近説正室

養子
- 松平乗秩 ー 実弟